# Carol Ohmart
Carol Ohmart, właśc. Armelia Carol Ohmart (ur. 3 czerwca 1927, zm. 1 stycznia 2002) – amerykańska aktorka, najbardziej znana z filmów lat 50.

## Życiorys
Urodziła się w 1927 roku w rodzinie amerykańskich mormonów. Jej ojciec był dentystą. W 1946 roku Ohmart wygrała tytuł Miss Utah. Następnie zdobyła czwarte miejsce w konkursie Miss America.
W 1947 roku był modelką, na której odwzorowana była postać Copper Calhoun z komiksu Miltona Caniffa pt. Steve Canyon. Pojawiła się też w reklamach telewizyjnych.
W 1955 roku wytwórnia filmowa Paramount Pictures podpisała z nią kontrakt. Producenci chcieli ją wypromować ją na drugą Marilyn Monroe. Grała w wielu filmach, jednak z niewielkim sukcesem. Najbardziej znanym filmem jest Dom na Przeklętym Wzgórzu z 1959 roku.